# 橘佐為
橘 佐為（たちばな の さい）は、奈良時代前期から中期にかけての賜姓皇族・貴族。初名は佐為王。従四位下・美努王（三野王）の子。官位は正四位下・中宮大夫。
天平年間初頭に風流侍従の一人とされた狭井王と同一人物と想定される。佐為流の始祖。

## 経歴
和銅7年（714年）二世王の蔭位により无位から従五位下に叙爵。養老5年（721年）従五位上に叙せられ、まもなく紀男人・山上憶良らと共に、教育係として退朝後に皇太子・首皇子（のちの聖武天皇）に侍すよう命じられる。
神亀元年（724年）正五位下、神亀4年（727年）従四位下、天平3年（731年）従四位上と順調に昇進した。天平8年（736年）兄・葛城王と共に、母・県犬養三千代が和銅元年（708年）に与えられた橘宿禰姓の賜与を願い許されて臣籍降下し、橘佐為と名乗る。天平9年（737年）2月に正四位下に叙せられるが、おりから流行していた天然痘のため同年8月1日に卒去。最終官位は中宮大夫兼右兵衛率正四位下。

## 官歴
『続日本紀』による。
- 和銅7年（714年） 正月5日：従五位下（直叙）
- 養老5年（721年） 正月5日：従五位上
- 神亀元年（724年） 2月22日：正五位下
- 神亀4年（727年） 正月27日：従四位下
- 天平3年（731年） 正月27日：従四位上
- 天平8年（736年） 11月11日：臣籍降下（橘宿禰姓）
- 天平9年（737年） 2月14日：正四位下

## 系譜
- 父：美努王
- 母：県犬養橘三千代
- 妻：不詳
- 生母不明の子女
  - 男子：橘広足
  - 男子：橘文成
  - 男子：橘綿裳（?-809）[3]
  - 女子：橘御笠
  - 女子：橘（広岡）宮子
  - 女子：橘（広岡）古那可智（?-759）[4] - 聖武天皇夫人
  - 女子：橘（広岡）真都我[3] - 尚蔵、藤原乙麻呂室、のち藤原是公室
  - 女子：橘（広岡）真姪[5]